# MediEvil
MediEvil ist ein Videospiel für Sony PlayStation aus dem Jahr 1998. Das Action-Adventure wurde von Sony Computer Entertainment Studio Cambridge entwickelt. Zu dem kommerziell erfolgreichen Spiel gibt es einen Nachfolger MediEvil 2 (ebenfalls für PlayStation) und ein Remake für die PlayStation Portable. Im Dezember 2017 wurde auf der PlayStation Experience offiziell ein Remaster von MediEvil für das Jahr 2018 angekündigt. Sony Interactive Entertainment Worldwide Studios haben sich doch für ein vollständiges Remake entschieden. Das Remake von MediEvil ist seit dem 25. Oktober 2019 für PlayStation 4 erhältlich.

## Beschreibung
Der Spieler schlüpft in die Rolle des Sir Daniel Fortesque, der das fiktive Land Gallowmere aus den Fängen des bösen Zauberers Zarok befreien soll. Die Vorgeschichte, die von entscheidender Bedeutung ist, besagt, dass Sir Fortesque schon einmal gegen den Hexer Zarok kämpfte und sich dabei großen Ruhm erwarb, heißt es doch, dass er derjenige gewesen sei, der den bösen Magier im Kampf besiegt habe. Jedoch ist hiervon kein Wort wahr, vielmehr fiel Fortesque unter dem ersten Pfeilhagel im Schlachtengetümmel. Da nun der Hexer das Land ein zweites Mal bedroht, wird Fortesque kurzerhand wieder zum Leben erweckt und muss sich im weiteren Spielverlauf als Skelettritter durchschlagen und sich den Ruhm nachträglich, und zwar diesmal auf ehrliche Art und Weise, verdienen. Letztendlich geht es also um den Kampf Gut gegen Böse.
Das Spiel ist vordergründig ein Kampfspiel, enthält daneben aber auch Variationen von Rätseln. Der schwarze Humor, der schon in der Grundidee erkennbar ist, begleitet den Spieler das gesamte Spiel hindurch. Die Gegnerpalette reicht von Zombies bis hin zu lebendig gewordenen Vogelscheuchen, Kürbissen und Maschinen. Hat der Spieler einen der zahlreichen Level unter bestimmten Voraussetzungen absolviert, gelangt er in den sogenannten Heldensaal, wo Fortesque jedes Mal einen Bonus erhält, der ganz in der Tradition von Walhalla steht. Das Ziel des Spieles ist es, sich dort ebenfalls einen Platz zu sichern.
Die Entwicklung des Spieles begann 1996 als Auftragsarbeit von Millennium Interactive für den Konsolenhersteller Sony. 1997 übernahm Sony das Studio und integrierte es als SCE Studio Cambridge in den Konzern.

## Rezeption
Die für die damaligen Verhältnisse herausragende Grafik und der stimmungsvolle Soundtrack sorgten für einen großen Erfolg.

„3D-”Ghouls’n’Ghosts” mit sorgfältig ausgetüftelten Levels und Waffen-Upgrades: Perspektiven-Wirrwarr trübt die Freude.“

“Nothing you haven't seen before. MediEvil looks nice, and plays OK, It's just a bit too repetitive and tedious to be recommended.”

„Nichts, was man nicht schon gesehen hätte. MediEvil sieht nett aus und spielt sich gut, es ist nur ein bisschen zu repetitiv und langweilig, um empfohlen zu werden.“